# نصرت بوتو
نصرت بوتو (زاده ۲۳ مارس ۱۹۲۹ در اصفهان – درگذشته ۲۳ اکتبر ۲۰۱۱ در دبی) زن سیاستمدار ایرانی - پاکستانی بود که فعالیت سیاسی اش را در پاکستان با حزب مردم پاکستان آغاز کرد. او همسر دوم ذوالفقار علی بوتو و مادر بی نظیر بوتو بود.

## زندگی‌نامه
وی فرزند یک بازرگان ایرانی و از خاندان کرد جلالی (خراسان) و از یاران سردار علی رحمانی از بزرگان روستا زینگر بود و با ذوالفقار علی بوتو در کراچی آشنا شد و با وی در ۸ مارس ۱۹۵۱ ازدواج کرد. آنها صاحب چهار فرزند شدند بی نظیر ۲۰۰۷–۱۹۵۳، مرتضی ۱۹۹۶–۱۹۵۴، صنم ۱۹۵۷ و شهنواز ۱۹۸۵–۱۹۵۸.
نصرت بوتو بین سالهای ۱۹۷۷–۱۹۷۱ بانوی اول پاکستان بود زمانی که همسرش ذوالفقار علی بوتو به مقام ریاست جمهوری و سپس نخست‌وزیری پاکستان رسید. پس از کودتای نظامی ۴ آوریل ۱۹۷۹ و اعدام همسرش، نصرت بوتو به ریاست حزب مردم پاکستان رسید قبل از آنکه دخترش بی نظیر به این مقام برسد. سه فرزند از چهار فرزندش در ترورهای سیاسی به قتل رسیدند.
او تحت تأثیر این قتل‌ها کار سیاسی را از اواخر سالهای ۱۹۹۰ کنار گذاشت. او که از بیماری سرطان و آلزایمر رنج می‌برد سالهای واپسین عمرش را در دبی و منزل دخترش بی نظیر بوتو سپری کرد.